# Yvette van der Veen
Yvette van der Veen (25 februari 1994) was een Nederlands voetballer. Zij speelde voor ADO Den Haag in de BeNeLeague.
In 2017 stopt Van der Veen tijdelijk met voetballen in de Eredivisie, om zich een jaar lang op haar studie te richten.

## Statistieken
| Seizoen | Club         | Land      | Competitie | Wedstrijden | Doelpunten |
| ------- | ------------ | --------- | ---------- | ----------- | ---------- |
| 2012/13 | ADO Den Haag | Nederland | BeNeLeague | 22          | 0          |
| 2013/14 | ADO Den Haag | Nederland | BeNeLeague | 21          | 1          |
| 2014/15 | ADO Den Haag | Nederland | BeNeLeague | 22          | 0          |
| 2015/16 | ADO Den Haag | Nederland | Eredivisie | 21          | 2          |
| 2016/17 | ADO Den Haag | Nederland | Eredivisie | 19          | 1          |
| Totaal  | Totaal       | Totaal    | Totaal     | 105         | 4          |

Laatste update: november 2020

## Interlands
Van der Veen speelde sinds 20 oktober 2012 zes wedstrijden voor Oranje O19.